# Malo Založje
Malo Založje je nekdanje naselje v mestu Bihać, Bosna in Hercegovina, od leta 1991. del naselja Bihać.  

## Prebivalstvo
| Pregled števila prebivalcev po letih | Pregled števila prebivalcev po letih | Pregled števila prebivalcev po letih | Pregled števila prebivalcev po letih | Pregled števila prebivalcev po letih |
| ------------------------------------ | ------------------------------------ | ------------------------------------ | ------------------------------------ | ------------------------------------ |
| 1948                                 | 1953                                 | 1961                                 | 1971                                 | 1981                                 |
| -                                    | -                                    | -                                    | 312                                  | 273                                  |

| Narodna sestava prebivalstva po letih                                                                                        | Narodna sestava prebivalstva po letih                                                                                        | Narodna sestava prebivalstva po letih |
| --- | --- | ------------------------------------- |
| 1971 | 1981 |                                       |
| . skupaj: 312 Muslimani 243 (77,88 %) Srbi 67 (21,47 %) Hrvati 0 (0,00 %) Jugoslovani 1 (0,32 %) drugi in neznano 1 (0,32 %) | . skupaj: 273 Muslimani 235 (86,08 %) Srbi 33 (12,08 %) Hrvati 0 (0,00 %) Jugoslovani 5 (1,83 %) drugi in neznano 0 (0,00 %) |                                       |